# Majed Safaee
Majed Safaee, född 2 juni 1982 i Mashad, Iran och var 1:e vice förbundsordförande i Liberala ungdomsförbundet (LUF) 2006-2009. Han har tidigare varit förbundsstyrelseledamot i Liberala ungdomsförbundet och har ett förflutet i bland annat Moderata ungdomsförbundet (MUF) som bland annat distriktsordförande i Västernorrland.
Majed Safaee är främst känd för sitt engagemang i frågor som rör Mellanöstern och främst Iran. Han ställde 2009 upp i det iranska presidentvalet på en liberal plattform som omfattar införande av pressfrihet, avveckling av landets omtalade kärnvapenprogram samt ett nytt valsystem där Väktarrådets rätt att kvalificera kandidater avskaffas.